# Rhacheosaurus
Rhacheosaurus es un género extinto de crocodiliforme marino perteneciente a la familia Metriorhynchidae. El género fue establecido por von Meyer en 1831 basándose en restos de un esqueleto proveniente del período Titoniense (Jurásico Superior) de Alemania.

## Historia y clasificación

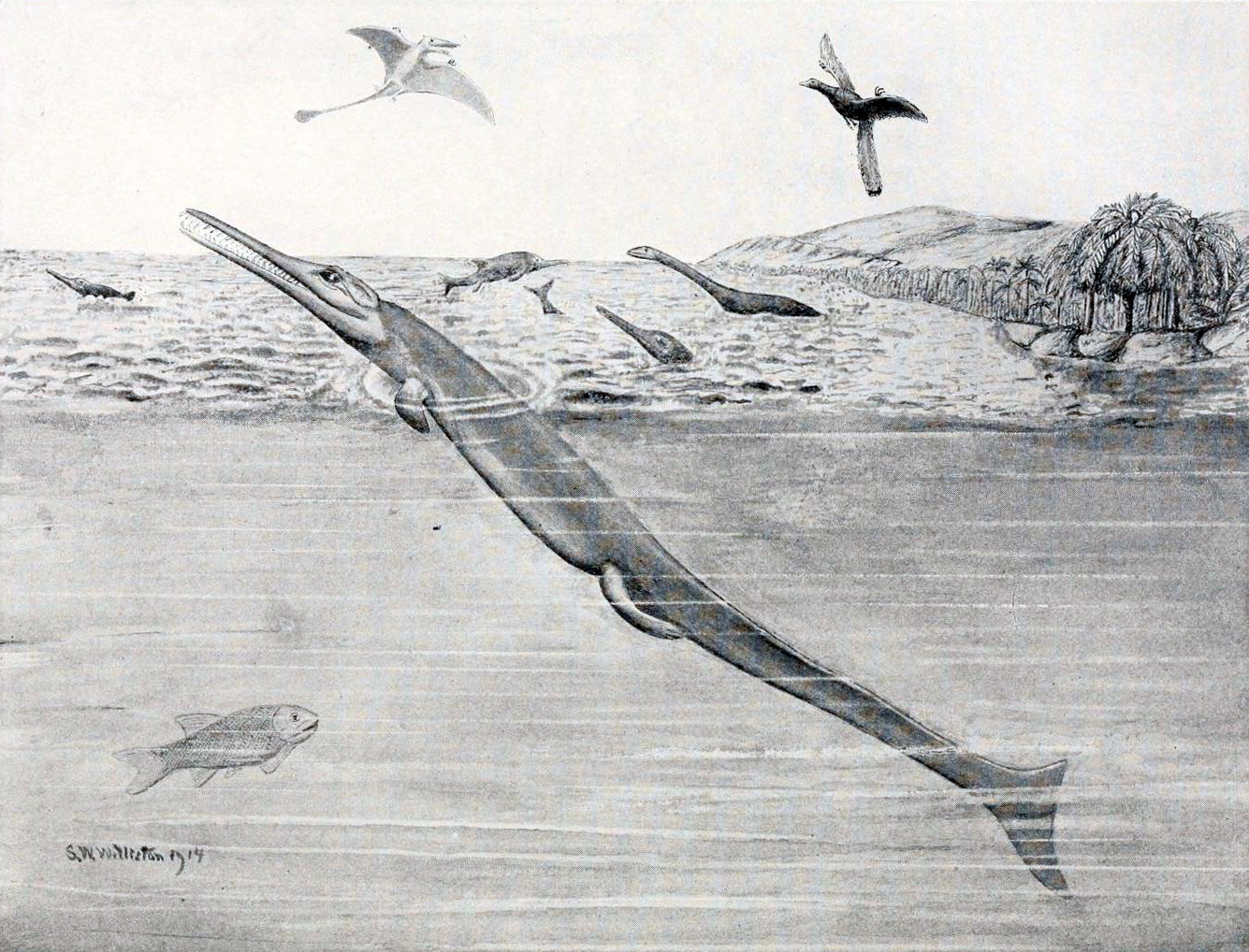
Reconstrucción antigua de R. gracilis por Williston, 1914

Un análisis filogenético publicado en 2009 demostró que varias especies de metriorrínquidos de hocico alargado antes clasificados en los géneros Geosaurus,  Enaliosuchus y Metriorhynchus estaban de hecho más relacionados con los especímenes originales del género Cricosaurus, siendo entonces reclasificados en dicho género.  Este análisis demostró igualmente que Rhacheosaurus era un género válido.